# Riad Al Solh
Riad Al Solh (1894 – 17 de julio de 1951) (en árabe: رياض الصلح) fue el primer primer ministro del Líbano después de la independencia de su país.

## Biografía

### Primeros años
Riad Al Solh también escrito como Riad el Solh y Riad Solh nació en Sidón en 1894. Pertenecía a una prominente familia sunita que poseía tierras en el sur del Líbano, en su tierra natal. Su padre era Reda Al Solh, un sub-gobernador reformista en Nabatiyyah y en Sidón y principal dirigente árabe nacionalista. Reda Al Solh fue juzgado por el ejército otomano en 1915 y fue enviado al exilio a Esmirna, Imperio otomano. Luego ejerció como un gobernador otomano en Salónica. También llegó a ser ministro de interior en el gobierno de Emir Faisal en Damasco.
Riad Al Solh estudió leyes y ciencias políticas en la Universidad de París. Pasó gran parte de su vida en Estambul durante su juventud desde que su padre fue diputado en el Parlamento otomano.

### Carrera
Solh asumió dos veces como primer ministro de su país. Su primer periodo fue justo después de la independencia del Líbano (25 de septiembre de 1943 – 10 de enero de 1945). Fue escogido por el entonces presidente Bishara El Khoury para ese cargo. Solh y Khoury consiguieron e implementaron el Pacto Nacional (al Mithaq al Watani) en noviembre de 1943 que otorgaba un marco oficial para acomodar las diferencias confesionales en el Líbano. El Pacto Nacional fue un acuerdo entre caballeros no escrito. El Pacto declaraba que el presidente, el primer ministro y el vocero del Parlamento tendría que estar asignados a los tres grandes grupos confesionarios basados en el censo de 1932, es decir, los Maronitas, los musulmanes sunitas y los musulmanes chiitas, respectivamente. Durante su primer periodo, Solh también ejerció como el ministro de suministros y reservas del 3 de julio de 1944 hasta el 9 de enero de 1945.
Solh asumió nuevamente el cargo desde el 14 de diciembre de 1946 hasta el 14 de febrero de 1951, bajo la presidencia de Bishara El Khoury. Solh fue crítico con el rey Abd Allah de Jordania y desempeño un rol importante en conceder la bendición del comité político de la Liga árabe al Gobierno de Toda Palestina, durante su segundo gobierno.

### Asesinato
Solh salió ileso de un intento de asesinato en marzo de 1950. Fue perpetrado por un miembro del Partido Nacionalista Social Sirio.
Sin embargo, varios meses después de dejar el cargo,  fue acribillado el 17 de julio de 1951 en el Aeropuerto Civil de Amán en Amán por miembros de ese mismo partido. El ataque fue perpetrado por tres hombres armados, quienes lo asesinaron en venganza por la ejecución de Antún Saade, uno de los fundadores del partido.

## Vida privada
Al Solh estuvo casado con Fayza Al Jabri, la hermana del dos veces primer ministro de Siria, Saadallah al-Jabiri. Tuvieron cinco hijas y un hijo, Reda, quien falleció en su infancia. Su hija mayor, Aliya (1935–2007), continuó en el camino de su padre en la lucha para un Líbano libre y seguro. Aliya propagó el rico patrimonio cultural de su país en el extranjero hasta su muerte en París.
Lamia Al Solh (nacido 1937) está casado con el posterior Príncipe Moulay Abdallah de Marruecos, tío del rey Mohammed VI. Sus hijos son Moulay Hicham, Moulay Ismail y una hija llamada Lalla Zineb.
Mona Al Solh estuvo anteriormente casada con el príncipe saudí Talal bin Abdulaziz. Es la madre de los Príncipes Al Waleed Bin Talal, Khalid bin Talal y la princesa Reema bint Talal.
Bahija Al Solh Assad está casado a Said Al Assad quién fue exembajador del Líbano en Suiza y exparlamentario. Tienen dos hijos y dos hijas.
Su hija menor, Leila Al Solh Hamade, fue nombrado como una de las dos mujeres en ser ministra, en el gobierno de Omar Karami.

## Legado
El libro de Patrick Seale, La Lucha por la Independencia árabe (2011) trata la historia del Oriente Medio desde los últimos años del Imperio otomano hasta los años cincuenta y se centra en la influyente carrera y personalidad de Solh. Una plaza en el centro de Beirut, plaza Riad Al Solh, fue nombrado en su honor.